# Echinosaura orcesi
Echinosaura orcesi är en ödleart som beskrevs av  Thomas H. Fritts ALMENDÁRIZ och SAMEC 2002. Echinosaura orcesi ingår i släktet Echinosaura och familjen Gymnophthalmidae. Inga underarter finns listade i Catalogue of Life.